# チェロソナタ第2番 (ブラームス)
チェロソナタ第2番（チェロソナタだいにばん）ヘ長調 作品99は、ヨハネス・ブラームスが作曲した2番目のチェロソナタ。

## 概要
前作第1番から約21年を経過しており、この時すでに第1番から第4番までの交響曲も書き終えていた。第2番は創作後期のごく始めの1886年に書かれた。ブラームスは、夏の間を避暑地で過ごし、そこで創作に打ち込むことを習慣としていたが、1886年から1888年までの夏は、友人であり詩人のヴィトマンに勧められて、スイスの避暑地トゥーン湖畔で過ごした。トゥーン滞在中はヴィトマンの邸宅で、ヴァイオリンソナタ第2番やピアノ三重奏曲第3番などが作曲されている。チェロソナタ第2番もそうした状況の中で作曲した。おそらくヴィトマン自身もチェロを巧みに演奏できる人だったことから、作曲の動機になったようである。
第1番より明るく、男性的かつ情熱的で、規模の大きい作品となっている。また、いささか冷厳な印象を与える第1番と同様に、ピアノには重要な役割が与えられ、技巧的にも高度なものが求められている。

## 構成
全4楽章の構成で、演奏時間は約30分。
- 第1楽章 アレグロ・ヴィヴァーチェ

　ヘ長調、4分の3拍子、ソナタ形式。
- 第2楽章 アダージョ・アフェットゥオーソ

　嬰ヘ長調、4分の2拍子、三部形式。
- 第3楽章 アレグロ・パッショナート

　ヘ短調、8分の6拍子、三部形式。スケルツォ風の楽章。
- 第4楽章 アレグロ・モルト

　ヘ長調、2分の2拍子、ロンド形式。